# 소대균
소대균(蕭大鈞, 539년 ~ 551년 10월 2일)은 중국 남북조 시대 양나라의 황족이다. 간문제의 열넷째 아들이다.